# S.T.A.L.K.E.R.: Shadow of Chernobyl
S.T.A.L.K.E.R.: Shadow of Chernobyl („S.T.A.L.K.E.R.: Сянката на Чернобил“), известна по-рано като S.T.A.L.K.E.R.: Oblivion Lost, е компютърна игра, постапокалиптичен екшън от първо лице на украинския производител GSC Game World, която е издадена на 23 март 2007 година.
Действието се развива в алтернативна реалност, в която в близкото бъдеще се е случила втора ядрена авария в атомната електроцентрала в Чернобил и е предизвикала странни промени в околния район. Играта е с нелинеен сюжет и включва елементи на ролева игра и бизнес-симулация.
Основната идея и терминологията на играта („Зоната“, „Сталкер“) са заимствани от научнофантастичната книга „Пикник край пътя“ на Аркадий и Борис Стругацки и филма „Сталкер“ на Андрей Тарковски. Част от музиката в играта, като например чутата по радиото или изсвирена на китара от сталкерите е записана от украинската метъл-група FireLake.
В S.T.A.L.K.E.R. играчът приема идентичността на „Сталкер“ с амнезия, който нелегално изследва „Зоната“ за артефакти. „Зоната“ е мястото в алтернативната реалност, което е засегнато от промените вследствие на втората експлозия в Чернобил и е радиационно замърсена. В нея са настъпили промени в локалната фауна, флора и закони на физиката. На 11 юли 2007 година GSC Game World оповестява, че предхождащо в хронологично отношение продължение S.T.A.L.K.E.R.: Clear Sky ще бъде пуснато на 29 август 2008 година.